# Хронологія історії Дніпра
Дніпро́ (у 1926—2016 роках — Дніпропетровськ) — місто в Україні на обох берегах річки Дніпро, адміністративний центр Дніпропетровської області, Дніпровського району. Четверте за населенням місто України, один з її найважливіших промислових і наукових центрів. Датою заснування вважається 1776 рік, коли для захоплених Російською імперією козацьких земель степової України знадобився адміністративний центр (Первинно місто з'явилось у пониззі Самари, а 1787 року було перенесено на теперішнє місце на Дніпрі). Але на цей час тут вже існувала низка козацьких поселень (зокрема, слобода Половиця) і містечко Новий Кодак, які поступово були поглинуті Катеринославом. А взагалі на території Дніпра багато тисячоліть мешкали люди різних культур, про що свідчать археологічні знахідки на території і на околицях сучасного міста.
У таблиці в хронологічному порядку наведені всі значущі для даної місцевості події, в тому числі які відбувались тут ще до заснування сучасного міста.
До середніх віків дати наведені приблизно.
| Час | Подія |
| --- | --- |
| Доісторичні і античні часи | |
| 300 тис.р.до н. е. | Датування стоянок людини на Дністрі (Сокіл), Дніпрі (Круглик біля Запоріжжя), Сіверському Донці (Ізюм) |
| 300—30 тис. р. до н. е. | Середній палеоліт (мустьє) на території України: понад 80 стоянок, зокрема в районі м.Дніпро Ненаситець, Романкове, Василівка-1, Вільнянка, Орел тощо |
| 250—170 (100) тис. р. до н. е. | Дніпровське (максимальне) зледеніння: крижаний панцир по Дніпру просунувся до порогів. |
| 80-10 тис р. до н.е. | Останнє велике європейське зледеніння. |
| 40-35 тис. років тому | Датуються знахідки залишків мисливських таборів на березі Дніпра в районі сучасноних ж/м Придніпровськ та Ігрень. |
| 35—9 тис.р. до н. е. | Верхній палеоліт на території України; в районі Дніпрових порогів відомі стоянки мисливців: Ворон, Ненаситець, Осокорівка, а також стрілецької культури (35-25 т.років до н.е.) |
| 10 - 8 тис. до н.е. | пам'ятки східноукраїнської осокорівської палеолітичної культури у районі Дніпрових порогів |
| 9 - 7 тис. до н.е. | пам'ятки східноукраїнської зимівниківської мезолітичної культури у Подніпров'ї |
| 8 - 6 тис. до н.е. | пам'ятки південноукраїнської кукрецької мезолітичної культури в районі Ігрені і порогів |
| 6 - 4 тис. до н.е. | пам'ятки східноукраїнської Сурської ранньонеолітичної культури в районі Дніпра |
| 5 - 4 тис. до н.е. | пам'ятки Азово-Дніпровської неолітичної археологічної культури в районі Дніпра |
| 5 - 3 тис. до н.е. | пам'ятки Києво-черкаської неолітичної археологічної культури в районі Дніпра |
| сер.4 - сер. 3 тис. до н.е. | пам'ятки Середньостогівської енеолітичної культури скотарів в районі Дніпра |
| 3600 - 2300 рр. до н.е. | пам'ятки Ямної енеолітичної культури скотарів в районі Дніпра |
| 2500 - 2000 рр. до н.е. | пам'ятки Катакомбної культури скотарів в районі Дніпра, зокрема, Інгульської культури (2100 - 1700 рр. до н.е.) |
| 1800 - 1300 рр.до н.е. | пам'ятки культури багатопружкової кераміки |
| 1700 - 1100 рр. до н.е. | пам'ятки зрубної культури |
| 1400 - 1100 рр. | пам'ятки сабатинівської культури |
| 1300 - 1000 рр. до н.е. | пам'ятки білозерської культури |
| 900 - 700 рр. до н.е. | пам'ятки чорноліської культури в Присамар'ї |
| 900 - 650 рр. до н.е. | кіммерійські пам'ятки (кургани) в районі Дніпра |
| 650 - 300 рр. до н.е. | скіфські пам'ятки в районі Дніпра |
| 300 р до.н.е. - 350 р.н.е. | сармати у степах Подніпров'я |
| до 100 н. е. | За переказами, на Монастирському острові зупинявся Андрій Первозванний. |
| 230 - 375 рр. | пам'ятки черняхівської культури в районі Дніпра |
| 375 | Під тиском гунських загонів готи і сармати залишають Придніпров'я і рушають на захід, на Балкани, в межі Римської імперії. Початок Великого переселення народів |
| Середньовіччя і козацька доба | |
| 500 - 800 рр. | В районі Дніпра - поселення Пеньківської культури (анти) і поховання кочовиків |
| 560 р. | Через Придніпровські степи, розбивши утигурів (булгар), пройшли на захід загони аварів. Незабаром вони створили свою державу у Паннонії |
| 632 - 665 рр | Південно-Східна Україна під владою Великої Булгарії хана Кубрата |
| 668 - 679 рр | Частина булгар на чолі з ханом Аспарухом під тиском хозар відступила через Придніпровські степи з Приазов'я на захід, у пониззя Дунаю |
| 830 - 1100 рр | Існування Шляху із варягів у греки по Дніпру |
| 870 | Дата заснування монастиря на Монастирському острові візантійськими ченцями (за легендою). За іншими припущеннями монастир існував біля містечка на Ігреньському півострові. |
| бл. 1000 - 1240 | Існування на Ігреньському півострові давньоруського містечка, за думкою деяких дослідників - літописного міста уличів Пересічень, який мав численні і потужні гончарні, металеві та скляні майстерні, розвинуту торгівлю. |
| 1223 | Після битви на Калці татаро-монгольські загони зруйнували монастир на острові (або 1240 р.) |
| 1240 | Монголо-татарська навала на Піденну Русь — руйнування поселення на Каменуватому острові (Лоц-Кам'янка), міста уличів Пересічень. |
| 13 - 14 ст. | На місці давньоруського міста на Ігреньському півострові існує торговельне поселення монгольської доби. |
| з 1392 р. | По Дніпру і Самарі проходить межа між землями Великого князівства Литовського і ногайцями Кримського ханства (Диким полем) |
| 16 ст | Утворення по Дніпру і у пониззі Самари "уходів" - переважно Черкаського замку. |
| 1500 (або 1550, або 1564) | заснування містечка Самар (Самара, Самарь, Старий Самар) в пониззі р. Самари (нині — околиця сел. Шевченка) |
| 1564 | згадка про козацькі курені на місці Таромського. Заснування Томаківської Січі на Дніпрі за порогами - посилення запорозького козацтва, що дало поштовх заселенню краю. |
| 1568 | В гирлі Самари (можливо, на Кінському острові) закріпився отаман Андрій Лях із ватагою. |
| 1578 | Універсал польського короля Стефана Баторія, за яким низовому козацтву надається «городок старинный же запорожский Самарь с перевозом и землями в гору Днепра по речку Орель, а вныз до самих степов ногайських и крымских на десять миль» |
| 1596 | згадка про переправу через Дніпро у Кам'янці на лівому березі (нині — у складі міста) |
| 1600 | згадка про Богородицькі хутори (нині район Підгородного) |
| 1635 | заснування польською владою Кодацької фортеці (Старі Кодаки). 18 серпня 1635 року запорізькі козаки під проводом Івана Сулими оволоділи Кодацькою фортецею, гарнізон було страчено, а фортеця — частково зруйнована. |
| 1639 | Відновлено Кодацьку фортецю, при якій виникло поселення на 60 дворів з церквою, костелом, базаром, монастирем. Також почали освоюватися і прилеглі землі вище по Дніпру і Самарі. |
| 1640 | Невдала спроба татар захопити Кодак |
| 1645 (або 1660) | заснування Нового Кодака (згодом — центр запорізької паланки, в 1784-1797 частково виконував функції губернського міста) |
| 1648 | Спроба татар атакувати Кодак |
| 1648-1654 | Хмельниччина, облога Кодака козацьким загоном |
| 01.10.1648 | Після 4-х місячної облоги козацьким загоном під командуванням полковника Максима Нестеренка (за іншою версією — полковника Ніжинського полку Прокопа Шумейка), Кодак капітулював |
| 1660 | Отаман Іван Сірко розбив в районі Ігреньського півострова татар, які повертались у Крим зі здобиччю і звільнив близько 15 000 бранців |
| 1688 | заснування Богородицької фортеці і Новобогородицька (поруч зі старовинним Самаром, що викликало його занепад) — першої московської колонії на запорозьких землях |
| 1704 | заснування слободи Таромської (нині — у складі міста) |
| 1707-1708 | У Кодаку перебував бунтівний козацький отаман Кіндрат Булавін з загоном донських козаків. |
| 1709 | В результаті каральної експедиції Кодак і Новий Кодак були захоплені московськими військами, а їх мешканці частково страчені, частково переселені. |
| 1710 - 1713 | Московсько-турецька війна за участі запорозьких козаків. |
| 1711 | За умов Прутського договору Росії і Туреччини було ліквідовано (зрито) низку фортець, у тому числі Кодак, Богородицьку та інші по Самарі; територія Запорожжя потрапляє під протекторат Османської імперії |
| 1720-ті | Татари руйнують Кодак |
| 1734 | В рамках підготовки до нової війни з Османської імперією - будівництво Богородицького та Усть-Самарського ретраншементів, відновлення слободи Старий Кодак |
| 1735 | Початок нової війни 1735-39 рр. з Османською імперією: |
| 1741 | На місці Богородицької фортеці було дозволено оселитися отаману Барану із товариством |
| 1743 | Заснування слободи Половиця, територію якої пізніше (до 1795 р.) поглине Катеринослав (нині — у складі міста). Стара Самарь стала сотенним містечком Полтавського полку |
| 1744 | заснування Мануйлівки (нині — у складі міста) |
| 1750 | відоме поселення лоцманів перед порогами - Лоцманська Кам'янка (нині — у складі міста) |
| 1755 | заснування Діївки (нині — у складі міста) |
| 1762 | запорожці провели згін старосамарців, які не бажали переходити у підданство Війська. Внаслідок цієї операції Стара Самарь втратила статус сотенного містечка, міське самоврядування і більшу частину жителів. |
| 1766 | Відомий зимівник Івана Самойлова та Івана Гуржія біля витоків Бобрової (Довгої) балки (нині район вул.Казакова), а також інші козацькі зимівники на території м.Дніпра, с.Чаплі |
| 1768—1774 | Російсько-турецька війна за участі запорозьких козаків. |
| 1770 | заснування Сухачівки (нині — у складі міста) |
| 1773 | спорудження в Нових Кайдаках Свято-Миколаївської церкви |
| 10.07.1774 | Кучук-Кайнарджийський мирний договір, згідно якого Росія отримувала Керч, Єні-Кале, землі між Південним Бугом та Дніпром, фортецю Кінбурн на березі Дніпровського лиману. Крим оголошувався незалежним від Османської імперії. Запорізьке самоврядування, незважаючи на участь козаків у війні, було ліквідоване у 1775 р., Січ зруйновано. |
| 1775 | після перемоги у черговій війні з Османською імперією — ліквідація Запорізького війська і ліквідація вольностей. |
| 1776 | Заснування Катеринослава-I на Кільчені (офіційно прийнята за радянських часів дата заснування); заснування с.Одинківка. Землі запорожців розділені по Дніпру між Новоросійською і новоствореною Азовською губерніями |
| 1779 | Населення Нового Кодаку становить близько 4000 осіб, Половиці - понад 1 500 осіб, Лоцкам'янки — близько 500 осіб, в Старих Кайдак — десь 1200 осіб. |
| 1780-81 | На землях князя О.А.Прозоровського заснувано с.Огрень (Стара Ігрень) та с.Чаплі |
| 1781 - 1783 | Спорудження у Половиці дерев'яного храму Петра і Павла (згорів напередодні освячення) |
| 10.04.1783 | З Новоросійської і західної частини Азовської губерній утворено Катеринославське намісництво |
| 19.04.1783 | Захоплення і анексія Кримського ханства Російської імперією |
| 1783 - 1791 | Генерал-губернатор Катеринославського намісництва - князь Григорій Потьомкін |
| 1784 | 22 січня - Указ про заснування Катеринослава на новому місці. Старий Катеринослав на Кільчені перейменовано в Новомосковськ (в 1794 р. залишки міста переведені на місце сучасного м.Новомосковська — до козацької слободи Новоселиця). Заснування Мандриківки (нині — у складі міста); ліквідація Усть-Самарського ретраншементу; Козак Лазар Глоба продає свій сад на Горі князю Г.Потьомкіну |
| Катеринославський період | |
| 1787 | Заснування Катеринослава-II на нинішньому місці (закладення Преображенського собору Катериною ІІ під час її подорожі до тільки-но захопленого Криму) |
| 01.07.1789 | Переведення губернських установ з Кременчука та Нового Кодаку до Катеринослава |
| 1789 | Заснування німецьких колоній в пониззі Самари — Кронсгартен (нині — частина Підгороднього), Йозефсталь (нині — Самарівка), Фишерсдорф (нині — Рибальське, частина Нової Ігрені). |
| 1791 - 1794 | Спорудження у Таромському Свято-Покровського храму |
| 28.04.1793 | Відкриття головного народного училища (в подальшому - Катеринославська губернська гимназія) |
| Червень 1793 | На базі похідної друкарні князя Григорія Потьомкіна відкрито першу в місті друкарню |
| 15.11.1794 | Проведено освячення та відкрито богослужіння у Покровській церкві села Таромське. |
| 1794 | У Катеринославі побудовану перше промислове підприємство - казенну суконну мануфактуру, За указом Катерини ІІ ліквідовані Богородишне (Стара Самарь) та Новомосковськ-І (переведений до слободи Самарчук/Новоселиця) |
| 03.07.1795 | Приєднання до Катеринослава Нових Кайдаків |
| 1796 | |
| 23 грудня Видано указ про створення Новоросійської губернії (другої). В місті налічувалось 11 кам'яних будівель (у т. ч. одноповерховий губернаторський дім довжиною 55 сажнів, побудований 1790 р.), близько 430 дерев'яних на кам'яних фундаментах будинків. Також у місті налічувалось 43 лавки у гостинному ряду, 13 кузень, 2 свічних заводи, 11 водяних і 13 вітряних млинів. У фабричній зоні налічувалось 130 будівель; у Новому Кодакові - 239 дерев'яних будинків і мазанок. У катеринославській друкарні надруковано першу в місті книгу — Володимира Золотницького «Повчання синові». Заснування с.Краснопілля (нині — у складі міста). | |
| 1796 - 1798 | побудовано дерев'яний Успенський собор (перевезений з Полтавського чоловічого монастиря) |
| 1796 -1802 | За бажанням імператора Павла І Катеринослав носив назву "Новоросійськ" |
| 1797 | У Новоросійську з'явилась річкова пристань, яку стали використовувати для обслуговування пасажирів, перевантаження та перевезення сільськогосподарських продуктів, лісу й солі. |
| 22.05.1798 | Заснування губернської земської лікарні |
| 1800 | У Катринославі налічувалось 6 389 мешканців |
| 1801 | Місто знов перейменовано на Катеринослав |
| 08.10.1802 | Після ліквідації Новоросійської губернії була утворена Катеринославська губернія в складі Бахмутського, Катеринославського, Маріупольського, Новомосковського, Павлоградського повітів, а також Ростовського (з Нахічеванським вірменським округом) і Таганрізького градоначальництв. |
| 1802 - 1814 | Катринославська губернія у складі Новоросійського генерал-губернаторства |
| 1803 - 1812 | Спорудження у Діївці Свято-Хрестовоздвиженського храму (з 26.07.1803) |
| 1804 | Населення Катеринослава становить 6 389 осіб. До Катеринослава переведено духовну семінарію |
| 13.08.1805 | Відкрито Катеринославську класичну гімназію |
| 1805 - 1814 | Новоросійський генерал-губернатор - герцог де Рішельє (Одеса) |
| 1810 | Завершено будівництво кам'яного Свято-Миколаївського храму у Нових Кайдаках |
| 1811 | Затверджено герби Катеринослава і 8 повітових міст |
| 28.04.1817 | Затверджено новий план Катеринослава, складений архітектором Вільямом Гесте |
| 1817 | У Катеринославі, з ініціативи керуючого німецькими колоніями статського радника Контеніуса, було засноване училище садівництва, у ведення якого передали парки міста. |
| 18-28.05.1820 | Перебування у Катеринославі поета та драматурга Олександра Пушкіна під час заслання на Південь. 28 травня вирушив далі у Крим і на Кавказ разом з Раєвськими |
| 1822 - 1830 | Катринославська губернія знов у складі Новоросійського генерал-губернаторства |
| 1823 - 1844 | Новоросійський генерал-губернатор - граф Воронцов Михайло Семенович (Одеса) |
| 1825 | У Катринославі налічувалось 8 412 мешканців |
| 02.05.1830 | Вторинна закладка Спасо-Преображенського Собору |
| 1830 | На розі проспекту і вул.Проточної (Воскресенської) споруджено будинок губернатора |
| 1830 - 1835 | На місці фундаментів, закладених при заснуванні міста у 1787 р., побудували головний Собор Катеринослава. |
| 1832 | На вул. Ливарний заснований чавуноливарний та механічний завод Заславського |
| 1833 | Перебування у місті знаменитого художника І. К. Айвазовського |
| 22.05.1834 | Відкрито публічну бібліотеку |
| 1835 | Освячення Спасо-Преображенського кафедрального собору |
| 1837 | Закрилась Катеринославська суконна фабрика; Недобудований палац Потьомкіна подаровано імператором Миколою І місцевим дворянським зборам, після чого його було відновлено і добудовано. |
| 1837 - 1848 | Праворуч Собору було зведено триповерхову будівлю лікарні (нині — ім. І. І. Мечникова) |
| 1837 - 1852 | На місці дерев'яної синагоги, що згоріла 1833 р., побудовано кам'яну |
| Лютий 1838 | У Катеринославі відкрилась пароплавна компанія |
| 1838-1919 | в Катеринославі виходить газета «Катеринославські губернські відомості» (з 19.01.1838) |
| 1839 - 1850 | Спорудження Свято-Успенського кам'яного собору |
| Вересень 1843 | Ймовірне відвідування Катеринослава поетом Т.Г.Шевченком під час його подорожі з Полтавщини на Хортицю |
| 1845 | Завершено будівицтво Свято-Троїцького кафедрального собору |
| 1846 | На Соборній площі встановлено мідний пам'ятник Катерині ІІ |
| 1847 | У Катеринославі налічувалось 57 кам'яних і 1461 дерев'яних будинків. Відкриття першого постійного театру у місті |
| 1847 - 1857 | Очільник Катеринославської губернії - Андрій Фабр, при якому, зокрема, капітально реконструйовано центральний проспект |
| 01.02.1849 | В одному з приміщень Потьомкінського палацу відкрито Музеум старожитностей Катеринославської губернії |
| 1850 | В Катеринославі мешкає 13 000 осіб, діє декілька салотопних, миловарних заводиків, суконна мануфактура. |
| Липень 1852 | Відкрилась хоральна синагога |
| 1853 - 1856 | Під час Кримської війни До міста було доставлено 11 000 поранених солдатів і офіцерів. Багато з них померли і були поховані в братських могилах на кладовищі, яке згодом отримало назву Севастопольське. Під шпиталь було обладнано Потьомкінський палац |
| 18.02.1854 | Оголошення на військовому стані Катеринославської губернії та Таганрозького градоначальства у зв'язку з Кримською війною (04.10.1853 - 13.02.1856) |
| 1855 | Відкрито першу фотографічну майстерню |
| 1857 | У с.Ігрень відкрито Миколаївську церкву; Знесено стару дерев'яну Успенську церкву у середмісті |
| 1858 - 1861 | ліворуч Собору зведено двоповерхову будівлю першої класичної чоловічої гімназії (нині — корпус Дніпровського Медуніверситету). |
| 1858 - 1890 | Діяльність у Катеринославі підприємця і краєзнавця Олександра Поля (1832 - 1890) |
| 08.08.1859 | Встановлено постійний телеграфний зв'язок із найважливішими містами європейської частини Росії |
| 1859 | В Катеринославі налічується 1761 будівля і 16 929 мешканців. Відкриття в Катеринославі книгарні. Відкриття регулярного пароплавного сполучення |
| 1862 | В місті було 315 кам'яних і 3060 дерев'яних будинків. Діяла низка заводиків: цегляних, свічкових, миловарних, салотопних, шкіряних та чавуноливарний. |
| 1865 | В Катеринославі мешкає 22 816 осіб |
| 1866 | Освячення євангелічно-лютеранської церкви Святої Катерини на проспекті |
| 04.07. - 07.12.1869 | Під керівництвом інженера Гартмана побудовано першу чергу водопроводу від пл. Соборної до вул.Первозванівської (близько 2 км) |
| 02.10.1870 | Відкрито фельдшерську школу |
| Травень 1872 | Розпочато будівництво залізничної гілки від Синельниково (станцію відкрито 1869 р.) до Нижньодніпровська |
| 16.11.1872 | Відкрито Катеринославський міський громадський банк |
| 1872 | У місті почало виходити друге періодичне видання-журнал «Катеринославські єпархіальні відомості» |
| 15.11.1873 | До Нижньодніпровська прокладено залізничну гілку, там відкрито станцію "Катеринослав". Відкриття Катерининської залізниці. |
| 1873 | У Катеринославі з'явилось перше підприємство харчової промисловості - паровий пивоварений завод Боте. |
| 03.10.1874 | Засновано Катеринославське медичне товариство |
| 22.04.1875 | Затверджено проект спорудження залізниці та постійного мосту через Дніпро |
| 1877 | На центральному проспекті Катеринослава з'явилася нова споруда — римо-католицький костьол |
| 30.10.1883 | У Катеринославі відкрилась Міська жіноча прогимназія |
| 30.05.1884 | Відкрито двоярусний міст через Дніпро, вокзал у Катеринославі і залізничне сполучення Ясинувата — Синельникове — Кривий Ріг (Долинська). Міст на той час був найбільшим у Європі (довжина — 1,5 км, вага — 9525 тонн) і отримав назву — "міст Імператора Олександра III". Його будівництво коштувало 4 млн рублів. На Всесвітній виставці в Парижі у 1889 р. міст отримав золоту медаль. |
| Липень 1884 | Почали працювати паровозоремонтні майстерні |
| 1885 | В місті мешкає 46 876 осіб. Утворився ринок "Озерка" |
| 22.05.1887 | У Катеринославі став до ладу залізоробний Олександрівський Південно-Російський завод ("Брянський", згодом «Петрівка») - задута перша доменна піч. |
| 1887 | Населення міста - 48 000 осіб. На базі своєї колекції підприємець О.Поль створив приватний археологічний музей у Катеринославі. |
| 17.10.1889 | Освячена Олександро-Невська церква на вул.Робочій |
| 16.11.1889 | У Катеринославі змішаним франко-бельгійським акціонерним товариством російських трубопрокатних заводівзасновано трубний завод «Шодуар-А» |
| 1889 - 1890 | На проспекті споруджено будівлю реального училища (нині - корпус ДНУ) |
| 1891 | Біля станції Горяїнове відкрито цвяховий завод Гантке, в 1909 р. перенесений на лівий берег Дніпра (в подальшому - Нижньодніпровський трубопрокатний); |
| 19.05.1895 | В місті розпочала роботу телефонна станція і телефонна мережа; Засновано завод «Езау», пізніше - комбайновий завод |
| 1896 | Відкрито Свято-Благовіщенський храм на початку вул.Робочої. Початок спорудження електричного трамваю |
| 09.02.1897 | В Катеринославі мешкає 121 216 осіб |
| 20.02.1897 | Прибуття з Петербурга під гласний нагляд поліції І.В.Бабушкіна після розгрому Петербурзького "Союзу боротьби за визволення робітничого класу". |
| 24.04.1897 | В Катеринославі в "Аудиторії народних читань" (нині вул.Половицька,5) відбувся перший кіносеанс |
| 26.06.1897 | Бельгійські підприємці запустили в Катеринославі електричний трамвай (3 маршрути в середмісті) |
| Грудень 1897 | Створено Катеринославський «Союз боротьби за визволення робітничого класу» на чолі із зісланим І.В.Бабушкіним та І.Х.Лалаянцом |
| 1897 | На Катерининському проспекті встановлені електричні ліхтарі. Відкрито Катеринославське відділення Азово-Донського комерційного банку, |
| Травень | Робочі заворушення на Чечелівці |
| 19-20.06.1898 | Велика повінь у Катеринославі |
| Червень 1898 | За Амуром відрито 4 цехи вагоноремонтних майстерень (пізніше Дніпровський вагоноремонтний завод). |
| 1898 | Відкрився перший у місті пологовий будинок Засновано щоденну газету “Придніпровський край” Лікар медицини Н.С. Ерліх на вул.Козачій відкрив приватну хірургічну лікарню Засновано Катеринославське юридичне товариство Створено музичне училище У Катеринославі 171 підприємство із сумарним обсягом виробництва – 108,2 млн руб. |
| Січень 1899 | Катеринославський «Союз боротьби за визволення робітничого класу» перетворено на комітет РСДРП (утвореної в Лондоні за рік до цього) |
| 02.04.1899 | Біля с.Амур став до ладу завод «Шодуар-В» (пізніше - ім.Комінтерну) |
| 12.10.1899 | У Катеринославі відкрилось Вище гірниче училище (У подальшому гірничий та металургійний інститути/академії). |
| 07.02.1900 | Вийшов перший номер газети "Південний робочий" |
| 1900 - 1901 | Спорудження на центральному проспекті будівлі Міської думи |
| 17.09.1901 | У Катеринославі відкрилось Комерційне училище |
| 14.10.1901 | На Пушкінському проспекті встановлено пам'ятник (погруддя) Олександру Пушкіну. |
| Грудень 1901 | Відбулася перша політична демонстрація робітників та студентів Вищого гірничого училища. |
| 1901 | Засноване наукове товариство |
| 06.05.1902 | У Катеринославі було створено Обласний музей імені О. М. Поля |
| 14.06.1902 | В приватному будинку по вул.Скаковій (зараз вул.Володимира Антоновича), відкрито залізничне технічне училище і були прийняті перші 30 учнів |
| 1902-1933 | Історичним музеєм керував Д.І.Яворницький |
| 07.08.1903 | Загальний страйк на півдні України. Страйк робочих місцевих підприємств. Кількість страйкуючих досягла 9 000. Розгін страйкуючих і суд над ними. |
| 16.10.1903 | Почала виходити газета «Вісник Катеринославського земства» |
| 1903 - 1905 | Зведено будівлю Катеринославського крайового історико-археологічного музею ім. О. М. Поля. |
| 31.07.1904 | Під час російсько-японської війни загинув у бою катеринославський губернатор генерал-лейтенант граф Ф. Е. Келлер |
| 01.10.1904 | Відкрито земську Пастерівську станцію |
| 1904 - 1905 | на Проспекті було зведено нову будівлю поштово-телеграфної контори |
| 17.01.1905 | У відповідь на розстріл демонстрації в Санкт-Петербурзі і на призов катеринославського комітету РСДРП (керівник - П.М.Лепешинський) від 12 січня катеринославські робітники оголосили страйк |
| 19.01.1905 | До страйку долучився найбільший з місцевих Брянський завод. Загальна кількість страйкаючих робітників досягла 7000 осіб. |
| 18.03.1905 | Створено товариство Швидкої медичної допомоги |
| 19.06.1905 | на Чечелівці на пустирі біля скотобійні комітетом РСДРП було скликано збори, на яких було вирішено розпочати страйк на підтримку повсталого броненосця «Потьомкін». Страйк тривав з 20 по 28 червня (за новим стилем – 3-11 липня). У ньому взяли участь понад 10 тисяч осіб – залізничники, трамвайники, робітники пекарень. Почалися перебої із продовольством. |
| 20.06.1905 | Демонстрація робітників на знак солідарності з повстанцями на броненосці «Потьомкін»; 21 червня - зіткнення на Брянській площі; |
| 10.10.1905 | У місті розпочався загальний страйк; вже надвечір страйкували майже всі великі підприємства. Було зупинено міський транспорт, зачинилися магазини, не вийшли газети, телеграфний зв'язок було перервано. |
| 11 - 25.10.1905 | Масові демонстрації та барикадні бої, для придушення яких були викликані війська. У центрі міста, навпроти будівлі міської думи, на Катерининському проспекті, барикаду спорудили учні середніх освітніх закладів та студенти гірничого училища. 8 людей було вбито, 10 поранено після залпу солдат і козаків. Незабаром армія розстріляла демонстрацію залізничників та робітничих заводів Амур-Нижньодніпровська на вул. Філософській, було вбито 11 людей. цей же час у робочому кварталі міста, на першій Чечелівці, виросла ще одна барикада, де бій йшов до вечора. У бою було вбито 22 людини, багато поранено.                                                                                                |
| 17.10.1905 | На загальноміських зборах робочих депутатів було обрано Раду робітників. Вона була створена з ініціативи Катеринославського комітету більшості, і у її практичній роботі брали участь робітники різних заводів. Загалом було обрано 400 депутатів, у тому числі 100 – від Брянського заводу. Було обрано Виконавчий комітет із 7 осіб, до складу якого увійшли кілька більшовиків: Григорій Іванович Петровський, Іван Калинович Шевченко, Іван Ігнатович Меренков та інші. Головою Ради було обрано меншовика Басовського, секретарем Петровського. |
| Жовтень 1905 | Після видання17 жовтня "Маніфесту про вдосконалення державного порядку" в Катеринославі було створено організації всеросійських політичних партій — Конституційно-демократичної та «Союзу 17 жовтня». Катеринославський відділ «октябристів» очолив Михайло Родзянко – майбутній голова Державної Думи. Противники Маніфесту (переважно соціал-демократи) організували мітинги, маніфестації, збори, де оратори вимагали остаточного скасування монархії. У відповідь на це почалися розправи над революціонерами, головним чином євреями, їх здійснювали прихильники самодержавства — чорносотенці. Під час погромів у Катеринославі було вбито 64 особи, постраждали 122 міські крамниці, 64 магазини, 135 кіосків. |
| 11.11.1905 | Мітинг на Брянській площі; |
| 08.12.1905 | За гудком Брянського заводу зупинилися всі підприємства заводського району. До кінця дня страйк охопив усі райони міста. 9 грудня після полудня припинили роботу урядові установи. Функціонували лише банк та ломбард. Чечелівка, Кайдаки, Фабрика і район, що примикає до вокзалу, повністю опинилися в руках створеного Бойового страйкового комітету; На Катерининській залізниці робітничі загони страйкарів захопили дві залізничні станції. Штаб повстанців розташовувався на Першій Чечелівці, буд.69. |
| 08-22.12.1905 | "Чечелівська республіка" |
| 16.12.1905 | Губернатор Нейдгардт О.Б. оголосив у місті військовий стан |
| 28.12.1905 | Під тиском переважаючих урядових сил робітники припинили опір і страйк на Чечелівці |
| 1905 - 1907 | Біля вокзалу зведено управління Катерининської залізниці |
| 21.04.1906 | у Катеринославі було відкрито альтернативну ("муніціпальну") трамвайну мережу (Пушкінський проспект, вул.Гимнастична) |
| 1906 - 1907 | На центральному проспекті побудовано Зимовий театр |
| 04.05.1907 | Повінь у Катеринославі |
| 1908 | Спорудження казарм Феодосійського полку |
| 1909 | Підприємець Зайлер збудував на головному проспекті дерев'яну будівлю «Електро-біоскопа Зайлера», яка у 1912 році повністю згоріла. Незабаром на його місці у новому кам'яному будинку у стилі модерн відкрився кінотеатр «Гігант», в подальшому - "Родина". У тому ж році біля "Будинку губернатора" відкрито сінематограф «Roll» (з 1913 - "Колізей", з 1920 - Комінтерн", з 1945 - "Перемога") |
| 1909 - 1912 | Споруджено будівлю комерційного училища (нині - будівля обласної ради) |
| 01.07 - 30.09.1910 | в Міському саду Катеринослава проходила південно-російська сільськогосподарська, промислова та кустарна виставка. |
| 13.07.1910 | В Катеринославі відбувся перший політ аероплана |
| 01.10.1910 | Вихід першого номера українського тижневика «Дніпрові хвилі» |
| 28.11.1910 | Відбулося урочисте освячення будинку Працьовитості на розі вул. Керосинної та Церковного провулка (нині вул. Леванєвського та просп. Нігояна) |
| 18.12.1910 | У селищі Мануйлівка відбулося освячення будинку «Просвіти» |
| 1910 | В Катеринославі - 252,5 тис. мешканців. В Нових Кайдаках відкрито кінотеатр ""Вулкан"" (нині пр.Свободи, 77) |
| 19.05.1911 | Відкрився перший іподром |
| 1911 - 1914 | Спорудження "Будинку Хреннікова" (нині відомий як "Гранд-отель Україна") |
| 12.05.1912 | Вище гірниче училище перетворене на Гірничий інститут. |
| 1912 | Починає діяти трамвайна лінія від Міської управи до артилерійських лагерів. На вул. Клубний (нині – Воскресенська) споруджено Будинок громадських зборів (пізніше – ПК Залізничників) |
| 03.01.1914 | В тільки-но зведеному "Будинку Хреннікова" відкрито кінотеатр "Палас". |
| 30.05.1914 | Відкрився завод «Шодуар-С» (в подальшому - "Дніпроважмаш"). |
| 1914 | Засновано Художній музей. На лівому березі Дніпра фабриканти Г. Кофман і Я.Фурман побудували паперову фабрику. |
| 1915 | Відкрито Брянську Свято-Миколаївську церкву |
| 15.09.1916 | При Вищому гірничому училищі створені Вищі жіночі курси з 2-х відділень - медичного і фізіко-математичного (з 1920 Медичний інститут) |
| 16.12.1916 | Освячена гімназія в с.Катерининське (Ігрень) |
| 1916 | утворені майстерні стрілочної продукції Катерининської залізниці, на базі яких пізніше створено стрілочний завод (1934-36 рр.) |
| 31.01.1917 | У Катеринославі розпочав роботу політехнічний інститут |
| 23.02.1917 | Початок революції в Росії. |
| 02.03.1917 | В Петрограді утворено Тимчасовий уряд Росії |
| 04.03.1917 | Створення у Києві Української Центральної Ради |
| 19-24.05.1917 | Перепис населення: у Катеринославі - 216 810 мешканців |
| 10.06.1917 | І Універсал УЦР проголошував автономію України в складі Росії: |
| 25.10.1917 | Більшовицький переворот і захоплення влади у Петрограді |
| УНР і Українська Революція | |
| 07.11.1917 | У відповідь на спробу більшовиків захопити владу в Києві Українська Центральна Рада видала ІIІ Універсал, яким, зокрема, Катеринославщина серед інших 8 губерній оголошувалася частиною автономної Української Народної Республіки. |
| 27 - 29.12.1917 | Бої між гайдамаками УНР та більшовицькими загонами за Катеринослав |
| 29.12.1917 - 09.01.1918 | В Катеринославі - більшовицькі загони |
| 12.02.1918 | На четвертому обласному з'їзді Рад робітничих депутатів Донецького і Криворізького басейнів у Харкові утворена Донецько-Криворізька Радянська Республіка (лютий-квітень 2018), куда більшовиками було включено і Катеринославську губернію. |
| 27.01. (09.02).1918 | Берестейський мир - мирна угода між Українською Народною Республікою з одного боку та Німецькою імперією, Австро-Угорською імперією, Османською імперією і Болгарським царством з іншого. - Визнання Центральними державами УНР. - УНР виходила з Першої світової війни. - Німецька та Австро-Угорська імперії зобов'язувались допомогти УЦР звільнити територію УНР від більшовиків. |
| 04.04.1918 | Більшовики залишили Катеринослав під тиском німецько-австрійських військ. Катеринослав у складі гетьманської держави П.Скоропадського |
| Жовтень 2018 | Заснування в Катеринославі на базі Вищих жіночих курсів університету, Потьомкінський палац став першим навчальним корпусом |
| 18.11-11.12.1918 | «Чотиривладдя» (німецькі війська, УНР, Добровольча армія, більшовики) |
| 11-19.12.1918 | Місто контролюють німецькі війська, УНР, більшовики |
| 19-27.12.1918 | УНР і більшовики в Катеринославі |
| 27-30.1918 | Бої за місто між Армією УНР з одного боку і більшовиками і махновцями — з іншого. |
| 27-31.12.1918 | Катеринослав зайняли загони Нестора Махна |
| 31.12.1918 — 23.01.1919 | Влада в місті належить УНР |
| 1918 | При Брянському робітничий індустріальний технікум утворилась футбольна команда "БРІТ" - в подальшому "Петровець" - "Сталь" - «Металург» - "Дніпро" |
| 23-27.01. 1919 | Бої за місто між Армією УНР з одного боку і більшовиками і махновцями — з іншого. |
| 27.01-11.05.1919 | Махновці і більшовики (П.Дибенко) в Катеринославі |
| 12-15.05.1919 | Загони отамана Григор'єва в Катеринославі |
| 15.05-29.06.1919 | Більшовики захопили Катеринослав |
| 29.06 -28.10. 1919 | Катеринослав захоплений "денікінцями" (ЗСПР) |
| 28 .10. - 09.11.1919 | Бої за місто між махновцями та ЗСПР |
| 09.11-08.12.1919 | Катеринослав зайняли загони Нестора Махна |
| 8-30.12.1919 | Катеринослав знов зайняли ЗСПР |
| Радянський період | |
| 01.01.1920 | Катеринославом оволоділа Червона армія |
| 07.02.1920 | Перший комуністичний суботник у Катеринославі |
| 09.10.1920 | В місті утворено Ленінський район |
| 1920 | На базі залізничного технічного училища було відкрито політехнікум шляхів сполучення |
| 26.05.1921 | Розпочався страйк у вагонних майстернях Катерининської залізниці |
| Серпень-вересень 1921 | Катеринославська НК провела масові розстріли учасників українського повстанського руху на Наддніпрянщині |
| 24.09.1921 | у Катеринославі було відкрито Межовий (з 1923 року – землевпорядний) технікум. У грудні 1956 року землевпорядний технікум було реорганізовано у Дніпропетровський технікум електрифікації сільського господарства (ДТЕСГ). |
| 1921 | Відкриття Катеринославського вечірнього робітничого будівельного технікуму |
| 05.04.1922 | В головному корпусі колишньої тютюнової фабрики засновано швейну фабрику (незабаром - ім.Володарського) |
| 14.08.1923 | Центральний Катерининський проспект перейменовано на проспект ім. Карла Маркса |
| 1923 - 1930 | Катеринослав (Дніпропетровськ) - центр Катеринославської (Дніпропетровської) округи |
| 22.09.1924 | Електрифікація селищ Воронцовка (Бараф), Амур-Піски, Амур-Чорнозем, Сахалін |
| 1924 | Трамайну лінію маршруту №3 продовжено від Амурського мосту через Фабрику до заводу ім.Петровського |
| 01.01.1925 | В Ігрені працювали 1 кузня, 1 школа соцвосу (соціального виховання) та 1 хата-читальня; село мало 237 господарств і населення 976 мешканців. Сусідні Чаплі мали 605 господарств та 2616 мешканців. |
| 11.03.1925 | Відкрито повітряне сполучення Москва – Харків – Катеринослав – Одеса |
| 01.08.1925 | Ліквідація Катеринославської губернії |
| 1925 | Побудовано селище ім. Фрунзе (нині одноповерхова забудова в районі пр. Петровського/І. Мазепи); На місці Тюремної площі (квартал між вул. Фабра, Старокозацькою та пр. Пушкіна) закладено сквер ім В.І. Леніна. Засновано державне художнє училище. |
| 1925 - 1926 | Трамвайну лінію маршрутів 2 і 5 продовжено від трамвайного депо№2 до заводу ім.В.І.Леніна |
| 23.02.1926 | У Катеринославі почала працювати перша радіопередавальна станція |
| 20.07.1926 | Катеринослав перейменовано на Дніпропетровськ (на честь місцевого більшовицького діяча Г.І.Петровського) |
| 1926 - 1929 | Будівництво коксохімічного цеху заводу ім. Г.І. Петровського. |
| 1926 - 1932 | побудовано Палац Праці (у подальшому Палац ім. Ілліча/ «Український дім») площею 18 802 кв.м |
| 15.03.1927 | Утворення Державного драматичного театру ім. А. М. Горького. Початок будівництва ДніпроГЕСу |
| 1927 | Створено Дніпропетровський Музично-драматичний театр ім. Т.Г. Шевченка, першим комісаром якого був О. Довженко Трамвайну лінію маршруту №3 продовжено від Фабрики до Нових Кайдак. У Нових Кайдаках закладено парк ім.В.І.Леніна Введено в експлуатацію залізничну лінію Нижньодніпровськ – Константиноград. |
| 22.03.1929 | Хоральна синагога була відібрана у єврейської громади і передана союзу швейників для організації робочого клубу. |
| 16.05.1929 | Затверджено рішення про організацію у місті ботанічного саду |
| 1929 | Відкрито залізничну станцію Лоцманська і залізничне сполучення до ст.Апостолове |
| 25.03.1930 | На базі залізничного технікуму і факультету інженерів шляхів сполучення Київського політехнічного інституту було засновано Дніпропетровський інститут інженерів транспорту. |
| 15.05.1930 | Створено Дніпропетровський металургійний та хіміко-технологічний інститути |
| Червень 1930 | Засновано Дніпропетровський завод металевих конструкцій імені Бабушкіна (ДЗМК) |
| 23.11.1930 | Відкрито хіміко-механічний технікум (нині – Політехнічний коледж) |
| Листопад 1930 | Прийнято в експлуатацію новозбудовану сортувальну станцію Нижньодніпровськ-Вузол |
| 1930 | У Дніпропетровську був заснований Інститут кукурудзяно-соргового господарства, з 1956 року — Всесоюзний Інститут кукурудзи, нині Інститут зернового господарства НААН (з 1996 року). На базі Дніпропетровського вечірнього будівельного інституту створено Дніпропетровський інженерно-будівельний інститут (ДІБІ). |
| 13.05.1931 | Відкрито ботанічний сад на площі 12 га |
| 09.02.1932 | На позачерговій сесії Всеукраїнського ЦВК ухвалено рішення про створення в Україні 5 областей: Вінницької, Дніпропетровської, Одеської, Київської і Харківської. 27 лютого засновано Дніпропетровську область, а Дніпропетровськ відповідно став її центром. |
| Травень 1932 | Створено Центральний Нагірний район |
| Липень 1932 | Початок Голодомору |
| 10.10.1932 | Введено в експлуатацію перший гідроагрегат ДніпроГЕСу |
| 22.10.1932 | В основних хлібозаготівельних регіонах створено Надзвичайні хлібозаготівельні комісії (ЧХК) |
| 21.12.1932 | Відкрито залізничний Мерефо-Херсонський міст через Дніпро |
| Грудень 1932 | Завершено будівництво тунелю на лінії Мерефа – Херсон |
| 1932 | Трамвай пущено з вокзалу до селища Фрунзе (маршрут №8). Закінчено будівництво Палацу Праці на Чечелівці |
| 25.10.1933 | Засновано Дніпропетровський металомеханічний завод |
| 26.10.1933 | Красночечелівський район перейменовано на Червоногвардійський |
| 26.12.1933 | Почала виходити газета "Дніпро вечірній" |
| 1933 | Закрито Свято-Успенський собор |
| 19.04.1934 | Київський зоотехнічний інститут разом із групою досвідчених викладачів, бібліотечним фондом, обладнанням було переведено до м. Дніпропетровськ. |
| 27.08.1934 | У Дніпропетровську вперше в СРСР видобуто важку воду |
| 1934 | Свято-Троїцький Собор був закритий «через відсутність прихожан», також було закрито і Свято-Покровський храм в с.Одинківка (незабаром знищено). Створено першу ділянку гранітної Набережної між вул. Леніна та Миронова |
| 1935 | По мосту через Дніпро на лівий берег було прокладено трамвайну колію (маршрут №6) |
| 06.07.1936 | У парку В.Чкалова відкрито дитячу залізницю |
| 1936 | Трамвайну лінію на Лівому березі продовжено до ст.Нижньодніпровськ. |
| 1937 | На лівому березі трамвайну лінію продовжено від Амуру до заводу ім.Артема (маршрут №9 ), а на правому - до селища ім.Крупської (маршрут №8) |
| 1937 - 1941 | Будівництво першого на території СРСР цеху, який спеціалізувався на виготовленні сухих сніданків. В подальшому - завод харчових концентратів |
| 10.01.1938 | Почала виходити газета "Дніпровська правда" |
| 30.12.1938 | У Дніпропетровську відкрито центральний універмаг |
| 1938 | У місті з'явились перші автомобілі-таксі |
| 03.05.1939 | Відкрито театр ляльок |
| 12.05.1939 | Розпочато прийом вечірніх телевізійних програм з Москви |
| 06.08.1939 | Перший офіційний футбольний матч на новозбудованому стадіоні «Сталь», який був споруджений на місті старого міського цвинтаря (у 1949 - 2005 — стадіон «Металург»). У рамках 1/16 фіналу Кубка СРСР господарі поступилися 0:1 ленінградському «Сталінцю». |
| 01.09.1939 | почалася Друга світова війна |
| 31.12.1940 | стала до ладу трамвайна лінія по вул.Робочій (маршрут №11 від пр.Пушкіна до роз'їзду Фабричного) |
| Березень 1941 | Запущено цех сухих сніданків |
| 30.07.1940 | У Дніпропетровську на базі артилерійських курсів удосконалення командного складу запасу було створено артилерійське училище. |
| 22.06.1941 | почалася німецько-радянська війна |
| 25.08.1941 | Правобережну частину Дніпропетровська зайняли німецькі війська |
| 13-14.10.1941 | У відрозі Червоноповстанської балки (нині – парк ім. Ю. Гагаріна) гітлерівці розстріляли 11 тисяч мирних жителів |
| 27.09.1943 | Звільнено від німецько-фашистських військ лівобережну частину Дніпропетровська - Амур-Нижньодніпровськ |
| 25.10.1943 | після руйнівних обстрілів містом заволоділи радянські війська |
| 14.11.1943 | Відновлено трамвайний рух по пр.Карла Маркса (маршрут №1) |
| 01.03.1944 | Відновлено трамвайний рух по пр.Пушкіна та пр.Калініна (маршрут №2) |
| 21.05.1944 | Відновлено трамвайний рух по маршруту №4 |
| Жовтень 1944 | Засновано науково-дослідний інститут будівельного виробництва |
| 1944 | Засновані будівельний і Гірничий технікуми |
| 28.04.1945 | основні промислові об'єкти Дніпропетровська відновлені, розпочалося будівництво радізаводу та автозаводу (в подальшому - ПМЗ) |
| Червень 1945 | Став до ладу Дніпропетровський радіозавод |
| 04.09.1945 | Засновано Дніпропетровський лакофарбовий завод |
| 16.08.1946 | В місті відновлена робота міської публічної бібліотеки |
| 01.11.1946 | Відновлено трамвайний рух по вул.Робочій |
| 07.11.1947 | У Дніпропетровську урочисто відкрито тролейбусний рух (центральним проспектом) та відновлено рух по трамвайному маршруту №8 (пр.Петровського) |
| 21.11.1947 - 25.06.1950 | Перший секретар Дніпропетровського обласного комітету КПРС - Л.І.Брежнєв |
| 1948 | Тролейбусну лінію подовжено від міськвиконкому до парку ім. Т. Шевченка. Тролейбуси почали курсувати від вокзалу до парку — по другому маршруту. |
| 07.11.1949 | Відновлено трамвайний рух по маршруту №3 (Центр - Нові Кайдаки) |
| 1949 | Збудовано нову тролейбусну лінію від вул. Центральної до виконкому АНД району через Дніпро по дерев'яному мосту. |
| 1950 | На розі пр.Карла Маркса і вул.Дзержинського на місці зруйнованої у жовтні 1943 р. міської бібліотеки зведено (1948-1950) нову будівлю Гірничого технікуму |
| 03.11.1951 | Закінчено будівництво нового залізничного вокзалу і привокзальної площі |
| 1951 - 1966 | Будівництво Придніпровської ГРЕС і селища біля неї |
| 21.03.1952 | наказом Міністерства озброєння (МО), друге виробництво (шинний завод) заводу 586 (відома відкрита назва — Південний машинобудівний завод (ПМЗ) виділено в самостійне підприємство «Державний Союзний завод № 933» (п/я № 192), з підпорядкуванням 8-му Головному управлінню Міністерства озброєнь СРСР |
| 04.10.1952 | Відкрито перший у СРСР Палац культури студентів |
| 1953 | Розпочато спорудження заводу пресів |
| 10.04.1954 | На базі конструкторського відділу Південного машинобудівного заводу було створено КБ «Південне» |
| 05.11.1954 | Трамвайний маршрут №9 продовжено від заводу ім.Артема до м'ясокомбінату |
| 28.12.1954 | Придніпровська ГРЕС дала перший промисловий струм |
| Червень 1955 | Відкрито Севастопольський парк |
| 30.06.1955 | Став до ладу завод важких пресів |
| 10.09.1955 | Відновлено трамвайний рух по Амурському мосту |
| 1955 | Побудовано головний корпус Інституту інженерів залізничного транспорту |
| Березень 1956 | Створено технікум промислового транспорту |
| 02.12.1956 | селище при Придніпровській ТЕС отримало статус міста Придніпровськ |
| 1956 | Відкрито тролейбусний маршрут № 3 через залізничний міст до заводу ім. Карла Лібкнехта. Відкрито стадіон "Локомотив" Почалося будівництво Вузівського житлового масиву (ряди хрущовок по проспекту Гагаріна від вулиці Казакова до Підстанції) та Кіровського житлового масиву (ряди хрущовок у верхній частині проспекту Кірова, нині Поля). |
| 1956 - 1961 | Спорудження 1-ї черги Дніпропетровського шинного заводу |
| 03.03.1957 | на розі проспекту Пушкіна та вулиці Філософської відкрили новий кінотеатр — «Червоногвардієць». |
| 03.07.1957 | Завершено будівництво газопроводу Шебелинка - Дніпропетровськ |
| 17.08.1957 | У Дніпропетровську розпочалася побутова газифікація |
| 06.10.1957 | Трамвайну колію по вул.Маяковського продовжено до лакофарбового заводу |
| 27.10.1957 | На центральній площі відкрито пам'ятник В.І. Леніну |
| 1957 | Побудовано новий аеровокзал Дніпропетровського аеропорту. Відкрито Самарський міст; Нова тролейбусна лінія (маршрут № 4) довжиною 16 км зв'язала робітничий район по проспекту Калініна (сучасний проспект Сергія Нігояна) з парком ім. Т. Шевченка. На Жовтневій площі відкрито кінотеатр "Жовтень" |
| 27.07.1958 | На центральному проспекті на першому поверсі нової "сталінки" відкрили широкоекранний кінотеатр "Україна". |
| 06.11.1958 | Відкрито трамвайний рух по вул.Дніпропетровській - Сурсько-Литовському шосе (маршрут №12) |
| 30.04.1958 | Відбулася перша передача Дніпропетровського телецентру |
| 27.07.1958 | На проспекті Карла Маркса відкрито кінотеатр «Україна» |
| 1958 | На базі заводу «Промпаровоз» засновано Дніпропетровський електровозобудівний завод |
| 17.05.1959 | Відкрито пам'ятник (погруддя) Н.В.Гоголю |
| 05.11.1959 | На Монастирському острові відкрито монумент Т.Г.Шевченку |
| 07.11.1959 | В середмісті відкрито кінотеатр "Панорама" |
| 1959 | Населення Дніпропетровська досягло 662 тис.осіб. Утворено місто Ігрень (до якого увійшли також с.Одинківка і с.Рибальське); Розпочалося будівництво Новомосковського житлового району на 150 000 м² житлової площі (вул.Косіора); Напередодні жовтневих свят відкрито новий маршрут № 5, який пролягав від вулиці Сєрова (нині — вулиця Андрія Фабра) до вул. Паркової (вул. Титова). |
| 26.02.1960 | По вул.Шмідта, 3, відкрито кінотеатр "Факел" |
| Жовтень 1960 | Утворено проектний інститут "Металургавтоматика" |
| 06.11.1960 | Відкрито трамвайний маршрут №16 до шинного заводу (цех ПМШ); у цьому ж році відкрито трамвайний рух по пр.Металургів (маршрут №15) |
| 1960 | Введено в експлуатацію тролейбусні маршрути № 6 «Вокзал — просп. Карла Маркса — Підстанція» та № 7 «Вокзал — вул. Холодильна». |
| 01.04.1961 | Здано в експлуатацію шинний завод |
| 1961 | стало до ладу тролейбусне депо в селищі Нове Клочко на 100 машин, які до цього базувалися на території трамвайного депо № 1. Введено в експлуатацію нові кільцеві маршрути «А» і «Б» загальною протяжністю 32,7 км. |
| 16.05.1962 | Відкрито пологовий будинок №1 на вул.Леніна |
| 1962 | У Дніпропетровську засновано радіоприладобудувальний технікум |
| 15.08.1963 | по вул.Титова, 18 відкрито кінотеатр "Супутник" |
| 1963 | Запрацював комбінат дитячих іграшок на пр.Кірова; відкрито тролейбусний маршрут № 8 по пр.Кірова і вул.Дніпропетровській |
| 25.01.1964 | на проспекті імені Газети "Правда" відкрили кінотеатр з однойменною назвою. |
| 25.12.1964 | У Дніпропетровську засновано «Дніпропетровський завод мостових залізобетонних конструкцій» (вул.Молодогвардійська, 2) |
| 1965 | На початку пр.Карла Маркса до 20-ї річниці перемоги у німецько-радянській війні створено Алею Слави |
| 1964 - 1966 | Спорудження у Дніпропетровську автомобільного мосту через Дніпро (Міст №2, "Новий"), на той час - найбільшого в УРСР |
| 16.03.1966 | В Дніпропетровську відкрито середню школу міліції (З 2005 - Дніпропетровський державний університет внутрішніх справ) |
| 08.04.1966 — 10.11.1982 | Генеральний секретар ЦК КПРС - виходець з Дніпродзержинська Леонід Ілліч Брежнєв. За часів його правління Дніпропетровськ знаходився у привілейованому положенні, зокрема це стосувалось забезпечення товарами. |
| 12.08.1966 | Біля ПМЗ на території більше 20 га відкрито спорткомплекс «Метеор». |
| 27.09.1966 | Заселення першого дев'ятиповерхового будинку Дніпропетровська на розі сучасних вулиць Воскресенської (вул. Леніна) та Князя Володимира Великого (вул. Плеханова). |
| 05.11.1966 | Відкрито новий автодорожній міст (Центральний/Міст №2) через річку Дніпро. |
| 1966 | Відкрито центральний автовокзал (біля залізничного вокзалу) |
| 01.05.1967 | На Придніпровській залізниці створено 2 фірмові поїзди «Дніпро» |
| 04.08.1967 | Відкрито третє трамвайне депо по вул.Войцеховича. Введено в експлуатацію трамвайний маршрут № 17 |
| Серпень 1967 | У Дніпропетровську засновано Інститут геотехнічної механіки АН УРСР |
| 30.10.1967 | Урочисто відкрито монумент Вічної Слави воїнам, які загинули в роки Другої світової війни |
| 30.08.1968 | На вул. Рогальова відкрито Планетарій |
| 25.10.1968 | На набережній зведено готель «Дніпропетровськ» |
| Листопад 1968 | На набережній відкрито ресторан "Поплавок" |
| 1968 | Вступив у дію Дніпропетровський електровозобудівний завод – ДЕВЗ. Відкрилася канатна дорога на Комсомольській острів |
| 23.05.1969 | Створено новий міський район – Індустріальний |
| 03.08.1969 | У 58 км від аеропорту Дніпропетровськ розбився Ан-24Б, що виконував рейс Луганськ - Дніпропетровськ - Вінниця - Львів. Загинуло 55 осіб. |
| 01.09.1969 | У м. Дніпропетровську засновано Центральні монтажно-заготівельні майстерні харківського тресту «Електропівдмонтаж», нині - ВАТ «Завод монтажних виробів» |
| 29.10.1969 | Відбулося відкриття Театру юного глядача |
| 30.11.1969 | Стало до ладу експериментальне трикотажне об'єднання («Дніпрянка») |
| 1969 | Розпочато будівництво ж/м "Мандриківський" (нині- ж/м "Перемога" 1,2,3) Відкрито тролейбусний маршрут № 9 «пл. Жовтнева — завод «Полімермаш». |
| 01.05.1970 | Трамвайну лінію продовжено до ж,м Західний (маршрути №5, №14) |
| 06.11.1970 | У Дніпропетровську відкрито пам'ятник студентам Дніпропетровського медичного інституту, які загинули на фронтах Другої світової війни. |
| 1970 | Завершено спорудження нової будівлі Обкому Компартії на пр.Кірова,1 (нині- будівля ОДА), житлового будинку з магазином "Лотос" по пр.Карла Маркса. смт Таромське включену до складу м.Дніпропетровська |
| 09.01.1971 | Біля парку Леніна закладено фундамент першої дев'ятиповерхівки ж/м Діївський (нині - Червоний Камінь) |
| 25.06.1971 | Відкрито пам'ятник М.Ломоносову біля Горного інституту |
| 1971 | Заселено перші 5 дев'ятиповерхівок на 648 квартир і відкрито першу школу на новому масиві "Лоцманський" ("Перемога") Здано в експлуатацію тролейбусний маршрут № 10, протяжністю 9 км «пл. Жовтнева — ж/м «Лоцманський». |
| 1971-1983 | Спорудження ж/м "Лоцманський" (з 1975 р. - "Перемога") |
| 1972 | Збудовано культурно-спортивний комплекс шинного заводу (нині – Дніпрошина) по вул.Дніпропетровській Відкрито тролейбусний маршрут № 11 |
| 1972 - 1974 | Спорудження на ж/м "Лоцманській" найдовшого будинку в УРСР - "Китайської стіни" довжиною більше 800 м на 1080 квартир. |
| 12.04.1973 | Створено Бабушкінський район міста |
| 23.06.1973 | Відкрився обласний музей комсомольської слави імені Олександра Матросова |
| 17.09.1973 | У парку ім. Чкалова встановлено пам'ятник засновнику парку Лазарю Глобі |
| 1973 | Почалось будівицтво ж/м Тополя. Відкрито тролейбусний маршрут № 12 - він зв'язав середмістя з ж/м «Перемога», а також маршрут № 13 від середмістя до житлового масиву «Червоний Камінь» |
| Січень 1974 | На 12-му кварталі відкрили кінотеатр ім.Бабушкіна (вул.Єрмолової), нині - КДЦ "Дніпропрес" |
| 29.04.1974 | Відкрито новий аеровокзал |
| 26.12.1974 | У Дніпропетровську відкрився Театр опери та балету; |
| 1974 | Відкрито тролейбусні маршрути № 14 «ЦУМ — вул. Осіння» та № 15 «пл. Островського (нині — Старомостова площа) — вул. Осіння». |
| Лютий 1975 | У Дніпропетровську на житловому масиві "Лоцманський" відкрився перший в області продовольчий магазин "Універсам" |
| Квітень 1975 | У місті створено державний проектний інститут «Дніпростальконструкція». |
| 07.05.1975 | Урочисто відкрито Діораму «Битва за Дніпро»; |
| 09.05.1975 | На вул. Маршала Малиновського, ж/м Сонячний, відкрито пам'ятник льотчикам 17-ї повітряної армії - літак МІГ-19 на постаменті |
| 01.06.1975 | На базі станції Лоцманська відкрито споруджений вокзал "Дніпропетровськ-Південний" (знов став станцією у червні 2017 р.) |
| 1975 | Відкрито тролейбусний маршрут № 16 від Жовтневої площі до житлового масиву «Тополя». Протяжність — 17,4 км |
| 1975 - 1995 | Будівництво на березі Дніпра готелю "Парус" |
| 01.04.1976 | Створено виробниче швейне об'єднання «Славутич» |
| 1976 | Відкрито новий тролейбусний маршрут від заводу «Полімермаш» до житлового масиву «Тополя». На ж/м "Перемога" відкрився кінотеатр "Салют" На розі пр.Карла Маркса та вул.Дзержинського зведено 18-поверховий житловий будинок баштового типу, довгі роки відомий у місті як «Будинок книги» (за назвою великого книжкового магазину на 1-му поверсі) |
| 06.04.1976 | Створено Самарський район Дніпропетровська |
| 06.11.1977 | Відкрито регулярний рух другою ділянкою залізничного (Амурського) мосту через Дніпро |
| 1977 | До Дніпропетровська були приєднані міста Придніпровськ, Ігрень, селища Фрунзенське, Чаплі, Кіровський лісопарк — на лівобережжі, селища Таромське, Краснопілля — на правобережжі. У дніпропетровському парку ім.Т.Г.Шевченка відкрито літній кінолекторій (театр). На бульварі вулиці Горького встановлено пам'ятник Максиму Горькому. На проспекті ім.Газети "Правда" відкрився торговельний центр "Дім торгівлі" загальною площею 16 000 кв.м. |
| Липень 1978 | До Дніпропетровська з Опочки Псковської області передислоковано вище військове зенітно-ракетне училище ППО, для якого біля Феодосійських казарм на пр.Гагарина було зведено новий корпус. |
| 1978 | В парку ім.В.Чкалова побудовано оригінальну конструкцію літнього лекторію-театру на озері |
| 11.08.1979 | У небі над Дніпродзержинськом зіткнулися літаки ТУ-134 А, який виконував рейс Ташкент – Гур'єв – Донецьк – Мінськ, та ТУ-134 А, що прямував маршрутом Челябінськ – Воронеж – Кишинів. Загинуло 178 пасажирів, у тому числі гравці футбольної команди "Пахтакор" |
| 1979 | У Дніпропетровську завершено будівництво нового аеропорту |
| 15.04.1980 | На базі факультету Київського інституту фізкультури створено Дніпропетровський інститут фізичної культури |
| 20.07.1980 | Стало до ладу тролейбусне депо № 2 на вулиці Героїв Сталінграда. Відкрито тролейбусне сполучення від Жовтневої площі до цеху КГШ заводу Дніпрошина (маршрут №6). |
| 24.12.1980 | У центрі Дніпропетровська відкрито нову будівлю цирку. |
| 1980 | Розпочато будівництво житлового масиву «Сокіл-1» |
| 20.02.1981 | Урочиста закладка метрополітену у Дніпропетровську |
| 1981 | Відкрито Усть-Самарський автомобільний міст; відкрито тролейбусний маршрут № 14А, протяжністю 3,6 км від цеху «Ш» заводу Карла Лібкнехта до просп. ім. Газети «Правда». Тролейбусний маршрут № 17 з'єднав центр міста з житловим масивом «Клочко-6», його протяжність — 17,9 км. |
| 10.11.1982 | Відкрито Кайдацький автомобільний міст через Дніпро. Помер Генеральний секретар ЦК КПРС - виходець з Дніпродзержинська Леонід Ілліч Брежнєв. Новим керівником СРСР став Ю.В.Андропов. |
| 06.11.1983 | Перемігши основного суперника - московський "Спартак" - у вирішальному матчі з рахунком 4:2 дніпропетровський "Дніпро" вперше став Чемпіоном СРСР з футболу |
| 1983 | "На центральному проспекті відкрито нову будівлю міськвиконкому (архітектор П.Нірінберг), а біля залізничного вокзалу - поштамту. Також відкрито універсальний споркомплекс "Метеор" ("Льодовий палац") |
| 11.03.1985 | Після смерті К.У.Черненка Генеральним секретарем ЦК КПРС став М.С.Горбачов |
| 23.04.1985 | відбувся пленум ЦК КПРС (Квітневий пленум), на якому М. С. Горбачов повідомив про плани перетворень, спрямованих на прискорення соціально-економічного розвитку СРСР |
| Травень 1985 | Постанова Центрального комітету КПРС про заходи щодо подолання пияцтва та алкоголізму - початок антиалкогольної кампанії. |
| 1985 | Відкрито Євпаторійський шляхопровід між ж/м Тополя і вул.Героїв Сталінграду |
| 1986 | У відреставрованій будівлі Брянської церкви створено Будинок органної та камерної музики. Відкрився кінотеатр ""Комунар" |
| 1986 - 1992 | Л.Д.Кучма - генеральний директор ВО "ПМЗ" |
| 1987 | Реконструйовано аеропорт, подовжена злітно-посадкова смуга до 2850 метрів. Відкрито оновлений універмаг "Дитячий світ" |
| 1988 | Відкрито нову будівлю речпорту. Дніпропетровський "Дніпро" вдруге став Чемпіоном СРСР з футболу |
| 25.06.1989 | Дніпропетровський "Дніпро" вперше став володарем Кубка, а також Суперкубка СРСР з футболу |
| 26.12.1989 | Актор Михайло Васильович Мельник створив Український театр одного актора «Крик» |
| 1989 | На Набережній відкрито пам'ятник воїнам-"афганцям" |
| 1990 | Відкрито маршрут № 18 з центру до ж/м «Березинський» та ж/м «Лівобережний-1». Віктор Пінчук заснував у Дніпропетровську науково-виробничу групу "Інтерпайп". На Набережній Перемоги, 5 завершено будівництво нового ""Будинку піонерів і школярів |
| 02.04.1991 | Уряд В. С. Павлова пішов на підвищення роздрібних цін у 2-5 разів практично на всі продовольчі та промислові товари повсякденного попиту, сподіваючися, що це зупинить ажіотажний попит на них. При цьому заробітна плата підвищувалася в середньому на 20-30 %, видавалася також одноразова компенсація в розмірі 60 рублів. Крім того, з продажу почали зникати дешеві товари широкого споживання |
| 16.07.1991 | Над Дніпром вперше було піднято синьо-жовтий прапор. |
| 19-24.08.1991 | Спроба путчу ДКНС в Москві |
| Доба незалежності | |
| 24.08.1991 | Отримання Україною незалежності |
| 03.10.1991 | "Зареєстровано Акціонерний комерційний банк науково-технічного прогресу ""Дніпро"" (вул. Січеславська Набережна, 29-а ), а також Комерційний інвестиційно-іноваційний банк ""Південкомінбанк"" (вул. Незалежності, 21) |
| 1991 | відкрито тролейбусний маршрут № 19 ж/м Тополя - вул.Робоча |
| 29.01.1992 | Над Міською радою вперше піднято синьо-жовтий прапор. |
| 13.02.1992 - 21.09.1993 | Гендиректор ВО "ПМЗ" Л.Д.Кучма - другий прем'єр-міністр незалежної України |
| 23.02.1992 - 25.09.1995 | Дніпропетровську область очолює П.І.Лазаренко (представник Президента;. Голова облвиконкому, голова ОДА) |
| 19.03.1992 | Підприємцями І.Коломойським, Г.Боголюбовим, О.Мартиновим, Л.Мілославським, а також С.Тігіпко зареєстровано комерційний "Приватбанк" (вул.Набережна Перемоги, 50) |
| 06.04.1992 | Зареєстровано Комерційно-акціонерний банк "Новий" (пр. Дмитра Яворницького, 93) |
| 20.05.1992 | Зареєстровано Акціонерний комерційний банк сприяння підприємництву "Дніпросервісбанк" (вул.Сімферопольська, 17) |
| 24.08.1992 | На Театральному бульварі (вул. Воскресенська відкрито пам'ятник Т.Г. Шевченка |
| 1992 | Відкрито маршрути № 20 з центру до ж/м «Лівобережний-3» та № 21 «ДІІТ — ж/м «Тополя-3». |
| 10.01.1993 | Зареєстровано Комерційний банк "Геобанк" (вул Любарського, 159) |
| Квітень 1993 - Грудень 1994 | Рішенням міської ради у вигляді експерименту встановлено безкоштовний проїзд в трамваях і тролейбусах. |
| 07.07.1993 | В.Пінчуком засновано акціонерний "Муніціпальний банк" (З 1994 - "Кредит-Дніпро", вул. в. винниченка, 25 ) |
| 20.08.1993 | На ж/м "Тополя" відкрито кінотеатр "Січ" |
| 03.12.1993 | Зареєстровано Акціонерний банк "Радабанк" (пр. Поля, 46) |
| 1993 | На вул. 128-ї бригади ТрО відкрито будівлю нового автовокзалу з готелем. У Дніпропетровську засновано Академію бізнеса та права (нині — Університет ім.Альфреда Нобеля). За адресою вул. Богдана Хмельницького, 111 на місці гастроному відкрився перший магазин «Агротехбізнес» і таким чином було покладено початок становленню всеукраїнської мережі дискаунтерів «АТБ» |
| 31.01.1994 | Зареєстровано Комерційний банк "Земельний капітал" (вул.Мечникова,7) |
| 20.06.1994 | Зареєстровано Акціонерний комерційний банк "Югтокобанк" |
| 23.06.1994 | Зареєстровано Дніпропетровський акціонерний банк "Відергебурт-банк" (вул. Богдана Хмельицького, 106-а) |
| Червень 1994 | Міським головою обрано М.А.Швеця (до 1999 р.) |
| 10.07.1994 | Колишній гендиректор ВО "ПМЗ" та прем'єр-міністр України Л.Д.Кучма обраний Президентом України, яким був до 2004 р. |
| 1994 | Зведена нова будівля обласного суду на вул. Єлизавети II. Відкрито філію МАУП |
| 27.04.1995 | Створено Дніпропетровську торгово-промислову палату |
| 08.11.1995 | Відкрито пам'ятник Дмитру Яворницькому біля Історичного музею |
| 29.12.1995 | відкрито першу чергу метрополітену з 6 станцій довжиною 7,8 км |
| 1995 | Відкрито новий хірургічний корпус на 600 місць обласної лікарні ім. Мечнікова. Закрито кінотеатр "Жовтень" |
| 28.05.1996 | Президент Л.Д.Кучма призначає прем'єр-міністром України колишнього губернатора Дніпропетровщини П.І.Лазаренка (на посаді до 02.07.1997) |
| 15.07.1996 | Після реконструкції відкрито аеропорт, він отримує статус міжнародного. |
| 17.12.1996 | Відкрито трамвайний рух по Кайдацькому мосту - Донецькому шосе (маршрут №18); |
| 1996 | Ліквідовано Дніпропетровський коледж автоматики та телемеханіки. |
| 21.02.1997 | Відкрито трамвайний маршрут №19 ж/м Лівобережний-3 - Кайдацький міст - пл.Старомостова |
| 07.06.1997 | Стався зсув на ж/м Тополя-1, внаслідок якого було зруйновано багатоповерховий будинок, ЗОШ № 99, дитячий садок; сусідні будинки були відселені. |
| 24.05.1998 | Відкрито музей «Літературне Придніпров'я" |
| 27.04.1999 | В.о. міського голови, а незабаром (30.01.2000) і міським головою став І.І.Куліченко (до 2014 р.) |
| Жовтень 1999 | У північній частині Монастирського острова побудований православний храм Святого Миколая; |
| 1999 | відкрито тролейбусний маршрут № 1 «Соборна площа — вул. Незалежності». |
| 1999 - 2005 | Побудовано ЖК "Башти" - 30-поверхові башти-близнята, найвищі будівлі Дніпра; на час завершення будівництва були найвищими житловими будинками в Україні. |
| 20.09.2000 | Урочисте відкриття відреставрованої хоральної синагоги. Вона отримала назву «Золота Роза» |
| 21.12.2000 | Відкрито Південний автомобільний міст через Дніпро |
| 2000 | Кінотеатр ім.бабушкіна реконструйовано як КДЦ "Дніпропрес" |
| 13.06.2001 | На сесії міської ради було прийнято Статут територіальної громади |
| Вересень 2001 | смт Таромське ліквідоване, його території включено безпосередньо до складу Новокодацького району (у 1992-2001 - самостійне смт у складі міста) |
| 23.04.2002 | Створено "Агробанк" (В.Костельман, "Фоззі-груп"). З 2012 - Банк "Восток". |
| 16.05.2002 | Після реконструкції відкрито кінотеатр "Салют" на ж/м Перемога |
| 14.09.2002 | На просп. Карла Маркса (нині — Дмитра Яворницького) біля міскради відкрито пам'ятник Олександру Полю |
| Січень 2003 | Скасовано трамвайний маршрут №10 ДМЗ - вул.Робоча - вул.Виконкомівська |
| 13.09.2003 | Відкрито "Алею закоханих" по вул. Павла Скоропадського |
| Вересень 2003 | Центральну міську бібліотеку переселено з пр.Дмитра Яворницького/Володимира Мономаха на вул. Старокозацьку, на її місці розпочато спорудження торговельного центру |
| 15.12.2003 | Закінчено будівництво першої черги житлового комплексу "Башти". |
| 2003 | Засновано Дніпропетровський гуманітарний університет. Ліквідовано тролейбусний маршрут №8 (тимчасово) |
| 2003 - 2018 | Будівництво найбільшої у Східній Європі вірменської церкви (вул. Львівська) |
| 11.09.2004 | Відкрито пішохідний Катеринославський бульвар (вул.Виконкомівська) |
| 26.06.2005 | запуск першої в Україні виробничої лінії з виготовлення гранульованої кави на Дніпропетровському комбінаті харчових концентратів |
| 13.09.2005 | У середмісті відкрито пішохідний Європейський бульвар (вул. Європейська) і комплекс фонтанів "Лебідь" на Набережній |
| 26.08.2006 | В автокатастрофі загинув тренер "Дніпра" Євген Кучеревський |
| 09.09.2006 | "Після реконструкції центральної ділянки Набережної відкрито сходи на пішохідний міст до Монастирського острова. Відкрито будівлю Дніпропетровської Єпархії. Відкриття першої черги ТРЦ Міст Сіті Центр |
| 13.10.2007 | Внаслідок вибуху побутового газу було зруйновано частину 9-ти поверхового житлового будинку по вул. Мандриківській, 127; загинули 23 мешканці. |
| 2007 | Під час реконструкції набережної був закритий маршрут № 13, який з'єднував центр з ж/м Парус. |
| 2007 - 2013 | Спорудження на Січеславській Набережній храма Іоанна Хрестителя |
| 14.09.2008 | На 9-му км Запорізького шосе відкрито меморіал жертвам політичних репресій та голодомору |
| 14.10.2008 | На місці стадіона "Металург" відкрито сучасний спорткомплекс - стадіон «Дніпро-Арена» |
| Жовтень 2008 | На місці зруйнованого вибухом газу будинку по вул.Мандриківській,127 відкрито храм |
| 2008 | У центрі знесено універмаг "Дитячий світ" і готель "Центральний", на їх місці побудовано ТЦ "Пассаж" |
| 22.09.2009 | В результаті пожежі згорів ринковий комплекс "Слов'янський" біля вокзалу. |
| 2009 | Знято контактну мережу по вул. винриченко (тролейбусний маршрут № 4). Влітку відновлено маршрут № 8 «Завод Металовиробів — пр. Лесі Українки». |
| 14.10.2009 | У відбудованому Свято-Покровському храмі в Одинківці відбулася перша Божественна Літургія |
| 18.03.2010 - 24.12.2012 | Голова Дніпропетровської облдержадміністрації - Олександр Вілкул |
| Травень 2011 | Початок будівництва об'їзної дороги навколо Дніпра (ділянка Південного обходу) |
| 31.05 - 29.09.2011 | Капітальна реконструкція вул. Степана Бандери |
| 10.09.2011 | Відкриття реконструйованої набережної (вул. Сонячна Набережна) та фонтану на лівому березі |
| 22.12.2011 | Відкриття першої черги Південного обходу об'їзної дороги між Криворізьким і Запорізьким шосе довжиною 18 км |
| 24.02.2012 | Відкриття "Льодової Арени" на ж/м Червоний Камінь (замість закритої разом з спорткомплексом "Метеор" ковзанки) |
| 14.04.2012 | В середмісті, на вул.Гоголя застрелений відомий дніпропетровський бізнесмен, забудовник Геннадій Аксельрод |
| 27.04.2012 | Серія терактів (підриви урн на вулицях) в середмісті Дніпра |
| 05.10.2012 | Урочисте відкриття комплексу "Інтерпайп-Сталь" у Нижньодніпровську - найбільшого електросталеплавильного заводу у Східній Європі. Вартість будівництва склала близько $700 млн. В рамках проєкту побудовано вапнякову фабрику та кисневий завод для забезпечення сталевого виробництва необхідною сировиною. |
| 03.09.2014 | На базі Академії митної служби України та Дніпропетровської державної фінансової академії утворено Університет митної справи та фінансів |
| 14.11.2012 | У Дніпрі зупинено останню мартенівську піч |
| 14.09.2013 | Відкрито штучний водоспад "Поріг ревучий" на Монастирському острові |
| 11.10.2013 | На вул. Троїцька площа, 5-А відкрився Музей українського живопису |
| 29.10.2013 | Біля облдержадміністрації відкрито "Парк ракет" зі зразками продукції ПМЗ |
| 26.01.2014 | Під час Революції Гідності під будівлею ОДА сталися сутички між антипрезидентськими мітингувальниками і організованими місцевою владою т. зв. «тітушками» |
| 20.02.2014 | Початок російсько-української війни (початок захоплення Криму) |
| 22.02.2014 | Під час Революції Гідності на центральній площі Дніпра повалено пам'ятник в.леніну |
| 01.03.2014 | У Дніпрі проросійські маніфестанти пройшли центром міста і на центральній площі вивісили прапори УРСР та Росії. (аналогічні акції пройшли і в інших великих містах сходу України) |
| 16.03.2014 | росіяни проводять в Криму незаконний референдум, на підставі якого оголошує Крим свою територією. Проросійські активісти влаштували мітинги на підтримку кримського референдуму в містах сходу України, у т.ч. і в Дніпрі |
| 06.04.2014 | Проросійські активісти на мітингу вимагали проведення місцевого референдуму |
| 07.04.2014 | Проголошення Донецької та Харківської "народних республік". Прихильники «лівого сектора» закликали до захоплення будівлі Дніпропетровської ОДА, проте дніпропетровська міліція цьому завадила. |
| 12.04.2014 | Початок збройних сутичок з проросійськими терористами на Донбасі. РНБОУ приймає рішення про початок АТО на сході України. |
| 13.04.2014 | Через «підвищення рівня небезпеки на сході та в центрі України» на всіх шляхах в’їзду до Дніпра виставили блок-пости. Про це повідомили в штабі національного захисту регіону. |
| 14.04.2014 | Розпочався запис добровольців до батальйону «Дніпро», який відбувався у приміщенні Дніпропетровської облдержадміністрації |
| 16.04.2014 | Губернатор Дніпропетровщини Ігор Коломойський та його заступник Борис Філатов оголосили грошову винагороду за затримання сепаратистів та вилучення зброї |
| 27.06.2014 | Демонтовано пам'ятник Леніну (барельєф) на пр. Поля/Лесі Українки |
| 13.11.2014 | На Мандриківці відкрився приватний технічний музей "Машини часу" |
| 20.04.2014 | Початок формування 20-го окремого мотопіхотного батальйону «Дніпропетровськ» |
| 01.05.2014 | Виконувач обов'язків президента України Олександр Турчинов підписав указ про відновлення призову до армії. |
| 14.06.2014 | Вночі при посадці в аеропорту «Луганськ» російськими терористами був збитий з ПЗРК «Ігла» та великокаліберного кулемета військово-транспортний літак Іл-76МД. На борту перебувало 40 десантників 25-ї окремої Дніпропетровської повітряно-десантної бригади та 9 членів екіпажу, які загинули. Трагедія стала найбільшою з початку АТО і найбільшою одночасною втратою Збройних сил України за період незалежності України. |
| 2014 | Закрито кінотеатр "Родина". |
| 20.04.2015 | Гранітний меморіал загиблим захисникам України висотою майже 4 метри відкрили на Краснопільському кладовищі – саме тут захоронено майже 200 тимчасово невстановлених учасників АТО. |
| 27.11.2015 | Міським головою обрано Бориса Філатова |
| 29.01.2016 | На Привокзальній площі демонтовано пам'ятник петровському |
| 16.05.2016 | м.Дніпропетровськ перейменовано на Дніпро на виконання згідно з Закону України «Про засудження комуністичного та націонал-соціалістичного (нацистського) тоталітарних режимів в Україні і заборону пропаганди їх символіки» |
| 11.10.2016 | На вул. Січових Стрільців відкрито єпархіальне управління Української православної церкви Київського Патріархату |
| 18.12.2016 | через проблеми з платоспроможністю, була проведена націоналізація ПриватБанку |
| 23.01.2017 | Урочисте відкриття Музею «Громадянський подвиг Дніпровщини в подіях АТО» на Соборній площі - першого музею АТО в Україні |
| 27.02.2017 | Президент Петро Порошенко повідомив про виділення ЄІБ та ЄБРР кредиту у розмірі 300 млн. євро на добудову 1-ї гілки метро у Дніпрі. |
| 12.05.2017 | У сквері біля облдержадміністрації урочисто відкрито найбільший в Україні меморіал загиблим захисникам України у війні з Росією - Алею пам'яті. |
| 05.06.2017 | Після реконструкції відкрився стадіон Трудові резерви |
| Червень 2017 | Вокзал "Дніпропетровськ-Південний" знов став станцією Лоцманська |
| 04.08.2017 | Відкрито маршрут № 14 «вулиця Глінки — ж/м «Сонячний». Це перший тролейбусний маршрут, на якому почали працювати тролейбуси Дніпро Т203 з автономним ходом до 20 км |
| 21.11.2017 | Селище Авіаторське офіційно увійшло до складу м. Дніпро. |
| 15.12.2017 | Відкрито тролейбусний маршрут № 2 «Вулиця Глінки — ж/м Парус-2» (фактично відновлено маршрут №13, ліквідоваий у 2007 р.) |
| 2017-2019 | Капітальний ремонт центрального мосту. |
| 17.03.2018 | Освячено новий вірменський храм Святого Григора Лусаворича на вул. 128-ї бригади ТрО |
| 23.08.2018 | Найвищий в Україні флагшток з національним прапором встановили на Соборній площі у Дніпрі |
| 08.09.2018 | Відкрито тролейбусний маршрут № 21 «Площа Соборна — пр.Науки - ж/м Сокіл-2». |
| 26.12.2018 | Після повної реконструкції відкрито вул.128-ї бригади ТрО. Тролейбусний маршрут №5 вул.Титова - пр.Пушкіна подовжено до вокзалу і пр.Яворницького/вул.Фабра |
| 07.09.2019 | Після реконструкції відкрито Центральний міст через Дніпро |
| 13.09.2013 | На Набережній Перемоги відкрито сквер Прибережний |
| 2019 | Через борги фактично припинила існування легендарна футбольна команда "Дніпро" |
| 03.03.2020 | В Україні (Чернівці) зафіксований перший випадок коронавірусної хвороби |
| 13.03.2020 | Повідомлено про першу смерть від коронавірусу в Україні — померла 71-річна жінка з Житомирської області |
| 18.03.2020 | За рішенням Уряду в Україні припиняються залізничні, авіа- та автобусні міжміські та міжобласні пасажирські перевезення, а також робота метрополітену; обмежується робота торговельних і інших закладів, окрім продуктових і аптечних точок. Зупинено громадський транспорт у Чернівцях. У світі кількість хворих на цей час перевищила 200 000 осіб, а померлих — 8 000. |
| 19.03.2020 | В Дніпрі підтверджено коронавірус у 2 осіб, які повернулись із Франції. |
| 23.03.2020 | У Києві, Дніпрі обмежено загальний доступ до послуг громадського транспорту, схеми руху транспорту змінено. |
| 30.04.2020 | Мери м. Дніпра і Черкас оголосили про послаблення карантинних заходів (зокрема, про дозвіл на відкриття непродуктових торговельних точок) |
| 28.05.2020 | Встановлення червоно-чорного прапору біля Алеї Героїв та Дніпропетровської ОДА |
| 19.07.2020 | Верховна Рада України змінила територіальний устрій області, утворивши 7 районів замість 22-х. Дніпро увійшов до Дніпровського району |
| Липень 2020 | Частина вулиці Короленка (перший квартал) стала бульваром із фонтанами |
| 12.09.2020 | відкрито тролейбусний рух до житлового масиву Придніпровськ (Маршрут №6 від Соборної площі, при цьому від ж/м Перемога - на автономній тязі) |
| 22.11.2020 | в результаті перемоги у 2-му турі виборів (78,1% проти 18,8% у Загіда Краснова) Борис Філатов залишився міським головою Дніпра на наступний термін |
| Листопад 2020 | Після реконструкції вул.Яворницького стала пішохідним бульваром |
| 18.01.2021 | Відкрито сучасний бульвар по вул.Південній |
| 11.09.2021 | Тролейбусний маршрут №12 подовжено від ж/м Перемога-5 до ж/м Перемога-6; Відкрито сучасний сквер на Слобожанському проспекті, 65-67 |
| 24.02.2022 | Початок масштабного російського вторгнення. Початок російських ракетних обстрілів Дніпра і інших українських міст. Ракетний удар по військовій інфраструктурі в районі Краснопілля. Запровадження воєнного стану в країні, в Дніпрі - комендантської години. Через тиждень ворог зупиняється на південних рубежах Дніпропетровщини і перед Запоріжжям. |
| 11.03.2022 | Другий ракетний удар по Дніпру: в районі пр.Нігояна, загинула 1 людина. |
| 24.03.2022 | Черговий ракетний удар по Дніпру, постраждала військова інфраструктура. |
| 30.03.2022 | Росіяни завдали ракетного удару по нафтобазі в Дніпрі (вул.Океанська?) |
| 31.03.2022 | Російські окупанти завдали ракетного удару по військовому об'єкту в Дніпрі: 2 загиблих, 5 поранених. |
| 01.04.2022 | Російський ракетний удар по Дніпру. |
| 10.04.2022 | Ракетний удар по аеропорту Дніпра |
| 21.04.2022 | Початок перейменувань топонімів Дніпра, пов'язаних з расєєй. |
| 04.05.2022 | Внаслідок російського ракетного удару пошкоджено залізничну інфраструктуру (Амурський міст), другу ракету збили сили ППО. |
| 28.06.2022 | Ракетний удар по промисловій інфраструктурі Дніпра: 4 загиблих, 6 поранених |
| 15.07.2022 | Удар російськими ракетами Х-101 по "Південмашу" і прилеглій території житлової забудови: 4 загиблих, 8 поранених. |
| 23.08.2022 | В результаті влучання російської ракети "Іскандер" у Дніпрі зруйновано приватний будинок. |
| 10.09.2022 | У небі над Дніпром збито російську крилату ракету. |
| 11.09.2022 | Російська ракета влучила у нежитлову будівлю біля обласної поліції, загинув охоронець. |
| 29.09.2022 | Росіяни влучили ракетою Х-22 по будинку у приватному секторі (район пр.Металургів), вбивши 3-х осіб, серед них дитину; 5 поранених Росіяни влучили ракетою "Іскандер" по території АТП на вул.Орловській, 3 осіб загинуло, 5 поранених. Згоріло близько 100 пасажирських автобусів Повторна спроба росіян влучити по будівлі обласної поліції, знов пошкоджено територію Троїцького ринку і навколишні будівлі. |
| 10.10.2022 | Російські війська завдали першого масованого ракетного удару по енергетичній інфраструктурі України, а також наймасовішого від початку повномасштабного вторгнення ракетного удару по всій території України. В Дніпрі, куда ворог скерував 10 ракет з 84, загинули щонайменше 4 особи та ще 19 були поранені. Ціллю атак стали об'єкти критичної інфраструктури, житлові квартали - пошкоджено будівлю АТС та дорожне покриття по вул.Калиновій, найближчі житлові будинки. |
| 18.10.2022 | Двома ракетами Х-101 вранці було вражено район Придніпровської ТЕС, пошкоджено енергетичну інфраструктуру. |
| 25.10.2022 | Російські окупанти вдарили ракетою Х-59 по АЗС у Дніпрі. Загарбники вбили двох людей, ще четверо постраждали. |
| 31.10.2022 | 3-й масований ракетний удар по енергетичній інфраструктурі України: випущено 78 ракет. В Дніпрі зафіксовано влучання в районі Придніпровської ТЕС. |
| 09.11.2022 | Російські загарбники вдарили по Дніпру дронами-камікадзе. Зокрема, влучили у депо «Нової Пошти», 4 співробітників було поранено |
| 15.11.2022 | 4-й масований ракетний удар по енергетичній інфраструктурі України: випущено близько 100 ракет. Внаслідок атаки було пошкоджено 15 об'єктів енергетики, від енергоспоживання відключено понад 7 мільйонів абонентів, зокрема і в Дніпрі, що викликало також відключення мобільного зв'язку, водо- та теплопостачання від однієї до декількох діб. |
| 17.11.2022 | Ракети поцiлили у двох районах Дніпра. Є влучання у промислове підприємство (ПМЗ). Пошкоджені житлові будинки поряд. Поранено 14 осіб. |
| 18.11.2022 | По Україні почалось розгортання по «Пунктів незламності» — місць, де передбачено тепло, вода, електрика, мобільний зв'язок, інтернет, місце для відпочинку, аптечки та забезпечення для мам і дітей |
| 23.11.2022 | 5-й масований удар по об'єктах енергетичної інфраструктури України: випущено 70 ракет (51 збито ППО). Через ушкодження інфраструктури були запроваджені аварійні вимкнення електричної енергії по всій території України. Вперше в історії енергетична система України зазнала системного збою (блекаут): втратила єдність та розпалась на ізольовані острівці, возз'єднати її вдалось лише о 4-ї ранку наступного дня. |
| 26.11.2022 | Внаслідок ракетного удару Х-22 10 будинків зруйновані дощенту і близько 20 пошкоджені, 1 особа загинула, 13 постраждали. |
| 05.12.2022 | 6-й масований ракетний удар по енергетичній інфраструктурі України: випущено близько 70 ракет, з яких понад 60 збито ППО. |
| 15.12.2022 | 7-й масований ракетний удар по енергетичній інфраструктурі України (основний удар було направлено на Київ): випущено 76 ракет, з яких 60 збито ППО. Росіяни влучили в об’єкти енергетичної інфраструктури в різних районах області, завдавши серйозних руйнувань. Область була повністю знеструмлена. Через це в Дніпрі тимчасово зупинився електротранспорт та метро. Загалом українські захисники збили в небі над Дніпропетровською областю 10 ракет. |
| 29.12.2022 | 8-й масований ракетний удар по енергетичній інфраструктурі України. О 8 годині ранку російські військові атакували Україну дронами-камікадзе, крилатими ракетами з кораблів і стратегічних бомбардувальників, а також зенітними керованими ракетами С-300. Силами ППО було збито 54 із 69 російських ракет |
| 14.01.2023 | В результаті російського удару ракетою Х-22 по житловому будинку по вул.Набережна Перемоги, 118 на ж/м Перемога знищено 2 під'їзди, загинуло 46 мирних громадян, 9 зникли без вісті. |
| 21.10.2023 | Початок акції "Гроші на ЗСУ" біля будівлі міської ради. Головна мета - "20%" на ЗСУ. |
| 29.12.2023 | Ракетна атака на Дніпро, вбито 6 осіб |